# KSBニュース&天気
『KSBニュース&天気』（ケーエスビー ニュースアンドてんき）は、1990年代後半に瀬戸内海放送で放送されていた高松本社制作のニュース番組。
1998年9月までローカルニュースと天気予報は、当時11:30開始であった『ワイド!スクランブル』に内包（11:40 - 11:45にローカルニュース、11:57 - 12:00に天気）されていたが、同年10月にこれらを独立させてこの番組に集約させた。これに伴い、『ワイド!スクランブル』は実質的に11:45からのローカル差し替え無しのネットとなった（1999年10月 - 2003年3月まで。現在は12:00開始）。
その後、2002年頃からニュースと天気を各5分ずつの別番組にしたことから、このタイトルでの放送は終了。その後、2003年春から『ANNニュース』を内包する形で『情報スパーク! KSBひるズ』へと発展した（岡山本社に制作が変わる）。

## 放送時間
- 月曜 - 金曜 11:35 - 11:45

## 担当キャスター
- KSBアナウンサーのシフト - 『にこまるTV』のニュース担当も兼ねていた。